# Nuoto sincronizzato ai campionati europei di nuoto 2016 - Squadre (programma libero combinato)
La competizione di nuoto sincronizzato a squadre - Programma libero combinato dei Campionati europei di nuoto 2016 si è svolta il 12 maggio 2016 presso il London Aquatics Centre di Londra. In totale si sono contese il podio 10 nazioni.

## Medaglie
| Posizione | Atlete | Paese   |
| --------- | --- | ------- |
| Oro       | Svetlana Kolesnichenko Darina Valitova Aleksandra Patskevich Alla Shishkina Marija Šuročkina Vlada Chigireva Gelena Topilina Elena Prokofyeva Liliia Nizamova Marina Goliadkina Michaėla Kalanča*             | Russia  |
| Argento   | Lolita Ananasova Anna Vološyna Daria Iushko Olena Grechykhina Olha Zolotarova Ekateryna Reznyk Anastasiya Savchuk Kseniya Sydorenko Oleksandra Sabada Kateryna Sadurska Olga Kondrashova* Oleksandra Kashuba* | Ucraina |
| Bronzo    | Elisa Bozzo Beatrice Callegari Camilla Cattaneo Linda Cerruti Francesca Deidda Costanza Ferro Manila Flamini Mariangela Perrupato Sara Sgarzi Gemma Galli Costanza Di Camillo*                                | Italia  |

* Riserva

## Risultati
| Pos. | Nazione     | Punti   |
| ---- | ----------- | ------- |
|      | Russia      | 96.5000 |
|      | Ucraina     | 93.4333 |
|      | Italia      | 90.9333 |
| 4    | Spagna      | 88.9000 |
| 5    | Grecia      | 87.0000 |
| 6    | Svizzera    | 82.8333 |
| 7    | Bielorussia | 81.5000 |
| 8    | Regno Unito | 77.9667 |
| 9    | Germania    | 76.1000 |
| 10   | Portogallo  | 72.0333 |